# Chris Sadie
Chris Sadie (10 de mayo de 1983) es un deportista sudafricano que compitió en judo. Ganó una medalla de plata en el Campeonato Africano de Judo de 2005 en la categoría de –73 kg.

## Palmarés internacional
| Campeonato Africano | Campeonato Africano          | Campeonato Africano | Campeonato Africano |
| Año                 | Lugar                        | Medalla             | Categoría           |
| ------------------- | ---------------------------- | ------------------- | ------------------- |
| 2005                | Puerto Elizabeth (Sudáfrica) | Medalla de plata    | –73 kg              |